# Omphaloscelis nigribasalis
Omphaloscelis nigribasalis là một loài bướm đêm trong họ Noctuidae.